# Type 96 (mitragliatrice leggera)
La Type 96 è stata una mitragliatrice leggera (in lingua giapponese Kuroku-shiki keikikanjū) disegnata dall'Impero giapponese durante la seconda metà degli anni trenta ispirandosi alla mitragliatrice ceca ZB vz. 26 e con lo scopo di sostituire l'obsoleta Type 11. L'arma si rivelò più affidabile dal punto di vista meccanico ma non sufficientemente potente a causa della cartuccia in calibro 6,5 × 50 mm che utilizzava. La Type 96 fu comunque apprezzata dall'esercito e trovò impiego anche dopo la fine della seconda guerra mondiale, da parte di altre forze armate in Estremo Oriente.

## Storia

### Sviluppo
Dopo la fine della prima guerra mondiale la dottrina militare si arricchì di nuove teorie che propugnavano una conduzione fluida delle operazioni belliche; con queste si evolsero anche nuovi tipi di armi quali il mitra e la mitragliatrice leggera, trasportabili da piccoli gruppi di soldati che potevano così godere di grande potenza di fuoco. Tale necessità era sentita anche dall'Impero giapponese, che aveva partecipato marginalmente al conflitto analizzandone le innovazioni: nel 1922 Kijirō Nambu, un ufficiale dell'esercito imperiale, disegnò e propose la Type 11, caratterizzata da un raccoglitore esterno dove venivano inserite clip da fucile da 5 colpi, di modo che ogni soldato avrebbe potuto rifornirla; simile soluzione si rivelò comunque troppo sensibile a polvere, detriti e fango che causavano frequenti inceppamenti.
Tra la fine degli anni venti e l'inizio dei trenta il Giappone condusse puntate offensive sempre più consistenti contro la discorde Repubblica cinese che evidenziarono il bisogno di rivedere profondamente il progetto della Type 11: alla metà del decennio Nambu riprese dunque in mano la sua creazione, coniugandola alle migliori qualità ritrovate nella mitragliatrice francese Hotchkiss Mle 1914 (della quale esisteva già la copia Type 3) e soprattutto nella ZB vz. 26, una mitragliatrice leggera di origine ceca utilizzata dall'esercito cinese, alcuni esemplari della quale erano stati catturati dalle truppe giapponesi. Nambu adottò ancora una volta la munizione 6,5 × 50 mm Arisaka nonostante fosse già in produzione la più potente 7,7 × 58 mm Type 92 impiegata sulla mitragliatrice Type 92. Nel 1936 furono condotti i collaudi della nuova arma che soddisfecero i vertici dell'esercito; lo stesso anno la mitragliatrice venne immatricolata come "Type 96" (dalle ultime due cifre dell'anno imperiale corrente, il 2596).

### Produzione
Il primo stabilimento che fu incaricato di costruire la Type 96 fu l'Arsenale di Kokura, che tra il 1938 e il marzo 1943, quando la produzione passò alla più potente Type 99, consegnò un totale di circa 8.600 esemplari della mitragliatrice. Alla produzione parteciparono anche gli Arsenali di Nagoya e Mukden: nel complesso, contando anche i pezzi prodotti da Kokura, furono fabbricate circa 41.000 armi.

## Caratteristiche
La Type 96 era una mitragliatrice leggera dal peso di 9 chili a vuoto lunga complessivamente 1070 mm (8,7 chili secondo un'altra fonte e 9,06 a vuoto secondo una terza). La canna misurava da sola 550 mm ed era dotata di una fitta anellatura volta a favorire il raffreddamento ad aria, sotto di essa era installato un pistone a lunga corsa fondamentale per l'automatismo del ciclo di fuoco; era coadiuvato da un regolatore di gas manuale a cinque modalità. Al blocco anteriore contenente i freni del cilindro erano state ricavate le sedi per un bipiede e una baionetta da fucile Type 30, equipaggiamento non riscontrabile in nessun'altra mitragliatrice coeva. In corrispondenza dell'inserto della canna nel castello era presente una maniglia superiore abbattibile utile a trasportare l'arma, a rimuovere la canna quando surriscaldata o quando si rendeva necessaria la manutenzione. L'anima era a rigatura destrorsa a quattro righe.

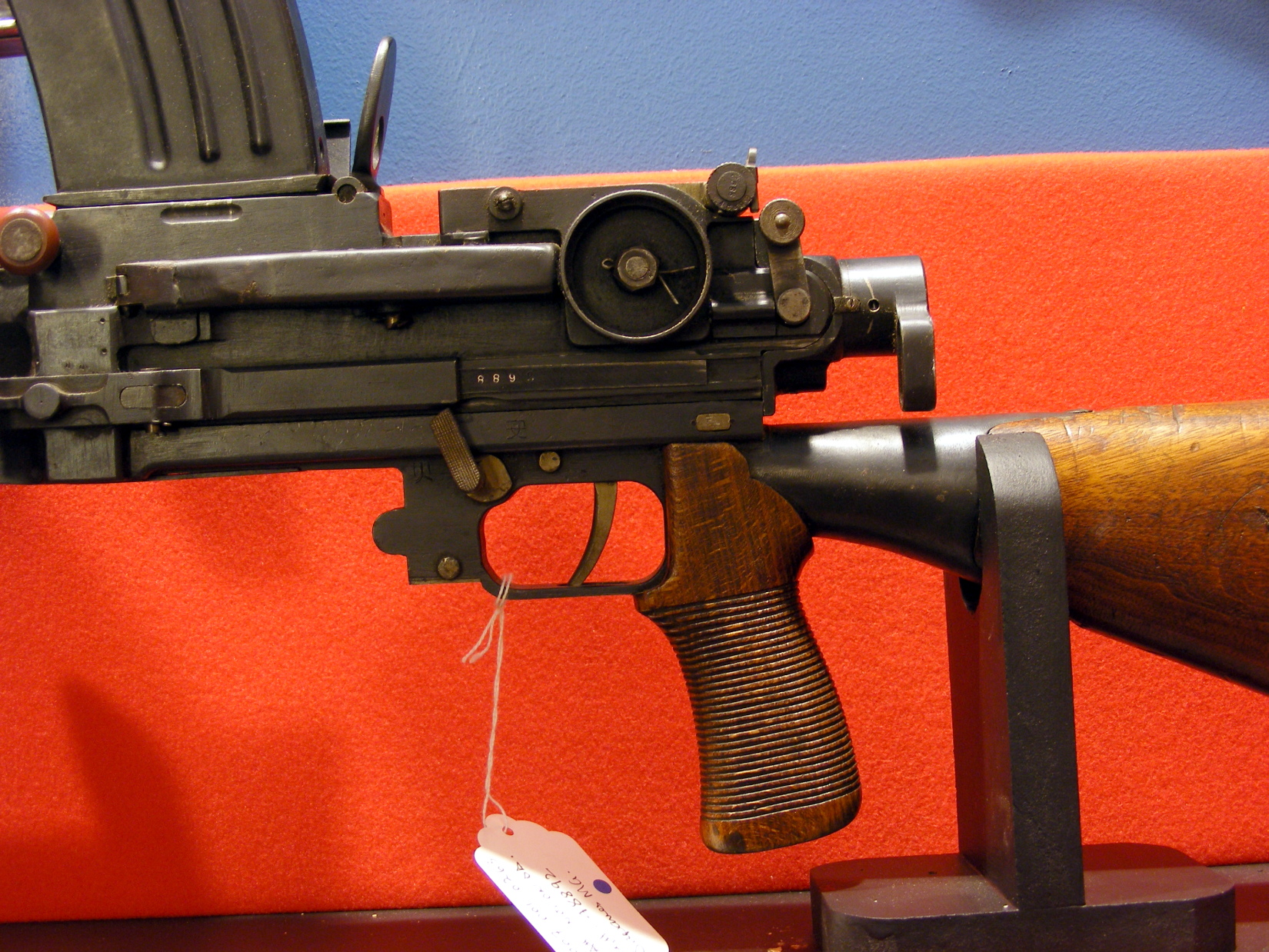
Particolare del castello della Type 96

Dietro la canna si trovava il castello contenente il gruppo di scatto e i meccanismi atti a fare fuoco, sopra questo era stata ricavata la sede del caricatore ricurvo bifilare con una capacità di 30 cartucce calibro 6,5 × 50 mm, identiche a quelle usate dal fucile d'ordinanza Type 38 ma con propellente ridotto per ridurre al minimo il lampo provocato dalla combustione delle polveri. L'apertura era caratterizzata da una piccola leva posteriore per rimuovere il caricatore una volta esaurito e da un coperchio antipolvere basculante. Sul lato sinistro del castello si trovava l'otturatore con il proprio blocco, installato un poco più sotto: questo, sollecitato dalle superfici inclinate del pistone mosso dai gas derivati dallo sparo dei proiettili, si sollevava fino a ingaggiare una scanalatura dell'otturatore e lo bloccava; successivamente il movimento inverso del pistone faceva cadere il blocco e l'otturatore era libero di espellere il bossolo della cartuccia sparata. Il rateo di fuoco massimo arrivava a 550 colpi al minuto e la velocità alla bocca di ogni proiettile raggiungeva i 735 m/s. Una fonte riporta che la Type 96 poteva sparare tra i 450 e 550 proiettili in un minuto alla velocità di 732 m/s. Da notare che la Type 96, a differenza delle mitragliatrici giapponesi costruite fino ad allora, spostava l'oliatore atto a facilitare l'incameramento e la successiva espulsione della cartuccia dal castello all'interno di ogni caricatore.
Sotto la parte terminale del castello sporgeva il grilletto, protetto da un ponticello rettangolare e incluso in un'impugnatura a pistola in legno; più avanti sul lato destro si trovava la leva della sicura, che era inserita quando posta in orizzontale, mentre se in verticale significava che l'arma era pronta al fuoco. Al lato posteriore dell'impugnatura era vincolato un calcio in legno dall'ampio appoggio per la spalla del tiratore. Non era stato implementato nessun selettore di fuoco e dunque era disponibile il solo fuoco automatico, ma vista la cadenza di tiro non elevata era possibile esplodere singoli colpi premendo brevemente il grilletto. Il raggio di tiro utile era limitato a circa 549 metri a causa del peso assai contenuto del proiettile.
L'architettura generale della mitragliatrice aveva forzato i progettisti a mantenere disassati sul lato sinistro gli organi di mira, composti da un tamburo posteriore con alzo graduato da 200 metri fino a 1.500 metri e da una lama frontale: era inoltre possibile montare un mirino telescopico da 2,5 ingrandimenti e campo di tiro pari a 10°. Il sistema era completato da un regolatore atto a contrastare l'influenza del vento sulla traiettoria del proiettile. Il mirino veniva fissato sul lato destro dell'arma.

## Impiego operativo
Entrata in servizio attivo nel 1936, la Type 96 si dimostrò nel complesso una buona e robusta arma, afflitta però da qualche deficienza: venne notato che l'oliatore continuava ad attirare sporco e che i bossoli dei proiettili sparati, anche in presenza del lubrificatore, tendevano a rimanere bloccati nella camera di scoppio; ancora, la munizione camerata provò il suo modesto potere di penetrazione. Nonostante queste limitazioni la Type 96 venne adoperata con un certo successo nel ruolo di mitragliatrice di squadra e provò la sua superiorità sulla Type 11, che comunque continuò a servire l'esercito sia perché prodotta in grandi quantità, sia perché la fabbricazione della Type 96 non fu mai tale da poter soppiantare del tutto il modello precedente: le due armi vennero usate una di fianco all'altra nel corso della seconda guerra sino-giapponese e durante la guerra nel Pacifico e nel Sud-Est asiatico. Al termine del conflitto nel settembre 1945 numerosi esemplari di Type 96, abbandonati dalle guarnigioni giapponesi che avevano deposto le armi, furono catturate e riutilizzate da entrambi i contendenti della guerra civile cinese; altre mitragliatrici vennero adoperate dal movimento nazionale indonesiano nel contesto della guerra di liberazione combattuta dal 1946 contro il ritorno del governo coloniale olandese. La Type 96 apparve inoltre nelle unità dell'esercito nordcoreano durante la Guerra di Corea iniziata nel 1950.

## Varianti
La Type 96 venne criticata principalmente per non eccellenti prestazioni balistiche, causate dalla munizione camerata: Nambu raffinò dunque il progetto adottando la più potente cartuccia 7,7 × 58 mm Arisaka (ideata per il nuovo fucile standard Type 99) e operando piccole migliorie: il risultato finale fu la mitragliatrice leggera Type 99, per aspetto e tecnica quasi identica alla Type 96 ma decisamente più efficace.